# Meroscelisini
I Meroscelisini Thomson, 1860, sono una tribù di Coleotteri Cerambicidi Prioninae.

## Morfologia
I Meroscelisini sono probabilmente la tribù più antica dei Prioninae e con evidenti affinità con  Cerambycinae.

Sono caratterizzati da un protorace recante una spina a ciascun lato e da una ricca pubescenza, soprattutto sul lato ventrale del corpo. Inoltre sono spesso dotati di antenne flabellate.

## Distribuzione

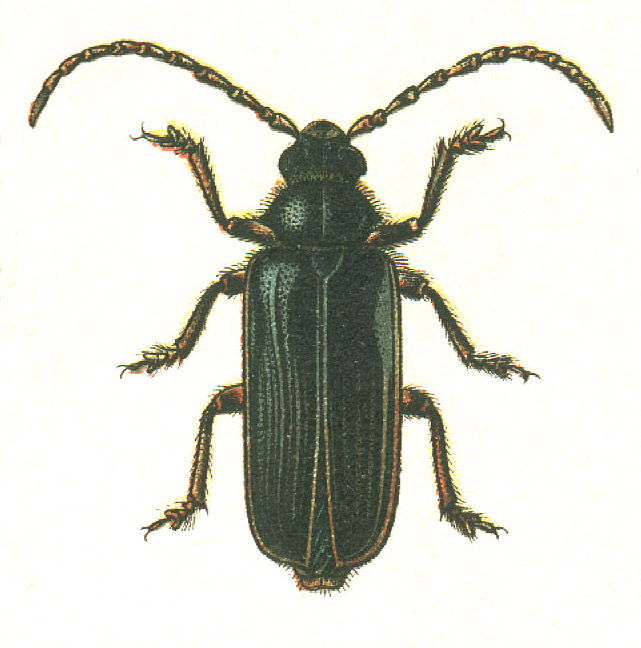
Tragosoma depsarium (Linnaeus, 1758)

I Meroscelisini sono distribuiti in tutto il mondo, ma sempre con pochi generi e specie. Solamente il genere Tragosoma, anch'esso con una sola specie, è presente, anche se estremamente raro, in Europa, soprattutto nelle Alpi:
- genere Tragosoma Audinet-Serville, 1832
  - Tragosoma depsarium (Linnaeus, 1758)